# John Sloss Hobart
John Sloss Hobart, född 6 maj 1738 i Fairfield, Connecticut, död 4 februari 1805 i New York, var en amerikansk jurist och federalistisk politiker.
Han avlade 1757 sin grundexamen vid Yale College och studerade därefter juridik. Han var domare i New Yorks högsta domstol 1777-1798.
Philip Schuyler avgick i januari 1798 från USA:s senat på grund av hälsoskäl. Hobart valdes till Schuylers efterträdare i senaten. Han var senator från 11 januari till 16 april 1798, då han avgick för att tillträda som domare i en federal domstol.